# Коробова Параскевія Миколаївна
Параскевія Миколаївна Коробова (5 жовтня 1903, місто Москва, тепер Російська Федерація — 7 вересня 1983, місто Москва, тепер Російська Федерація) — радянська діячка профспілкового руху, секретар ВЦРПС. Депутат Верховної ради РРФСР 4-го скликання.

## Біографія
Народилася в родині робітника. У 1915—1930 роках — працівниця текстильних підприємств у Москві. 
Член ВКП(б) з травня 1927 року.
З 1930 року — на партійній роботі в Москві.
З січня 1941 року — секретар Совєтського районного комітету ВКП(б) міста Москви із кадрів.
З 7 вересня 1949 до листопада 1950 року — інструктор відділу легкої промисловості ЦК ВКП(б)
5 листопада 1950 — 16 липня 1952 року — завідувач сектору навчальних закладів та науково-дослідних установ відділу легкої промисловості ЦК ВКП(б).
У серпні 1952 — 17 квітня 1953 року — голова ЦК Профспілки робітників текстильної промисловості СРСР.
17 квітня — 25 грудня 1953 року — голова ЦК Профспілки робітників легкої та харчової промисловості СРСР.
25 грудня 1953 — липень 1954 року — голова ЦК Профспілки робітників промисловості товарів широкого вжитку СРСР.
17 червня 1954 — 23 березня 1959 року — секретар Всесоюзної Центральної ради професійних спілок (ВЦРПС).
У квітні 1959 — лютому 1971 року — відповідальний секретар, член Комісії із встановлення персональних пенсій при Раді міністрів СРСР.
З лютого 1971 року — персональний пенсіонер союзного значення в Москві.
Померла 7 вересня 1983 року після нетривалої хвороби в Москві.

## Нагороди і звання
- орден Трудового Червоного Прапора